# Odessza látnivalói

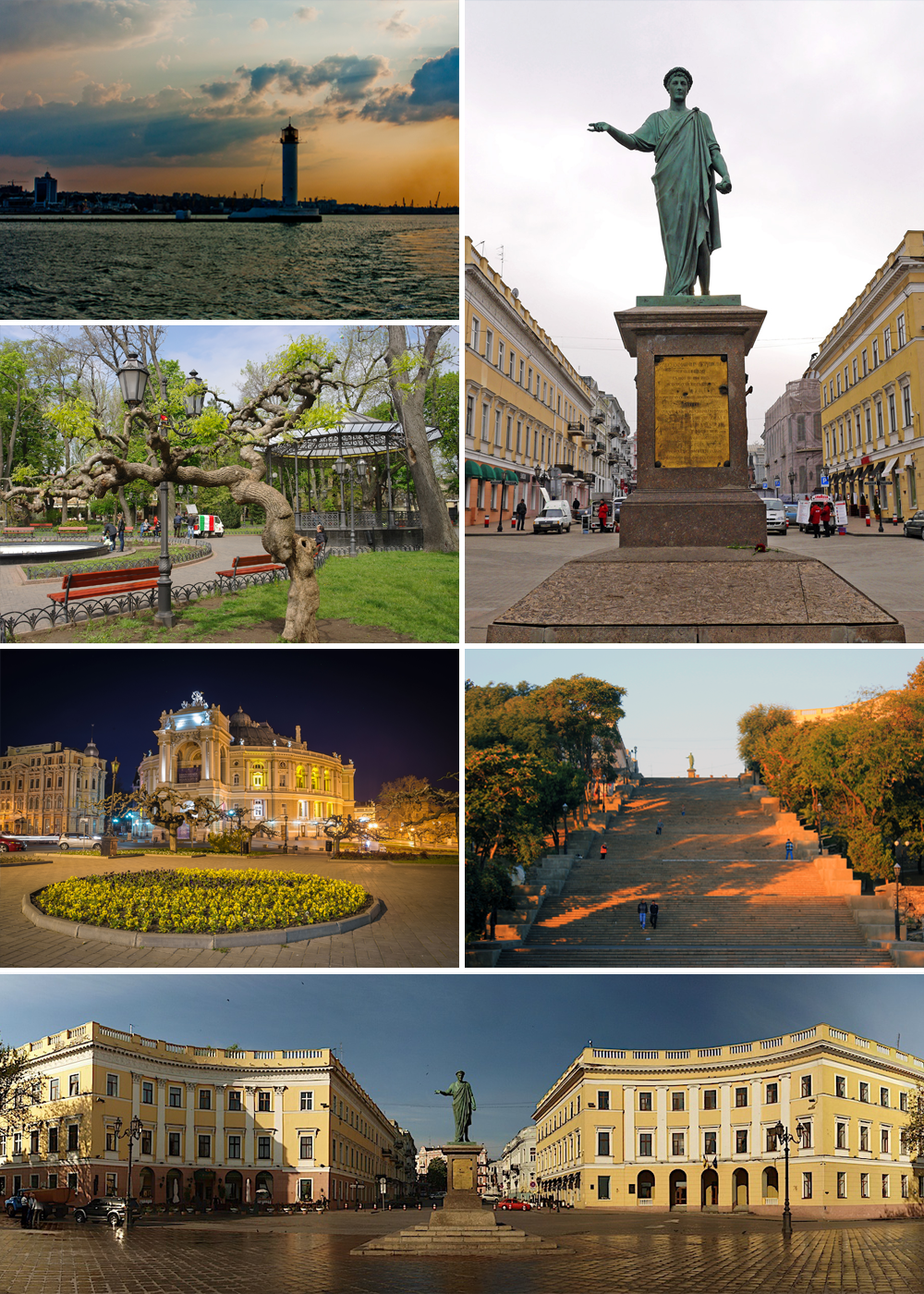
A város látnivalói

Odessza látnivalói.

## Főbb látnivalók
Főbb látnivalók:
- Katakombák (Oдеські катакомби), 19-20. század
- Patyomkin-lépcső (Потьомкінські сходи), Primorszkij körút, 1837-1842
- Állami Akadémiai Opera és Balettszínház (Державний академічний театр опери та балету), Csajkovszkovo köz 1., 1884-87.[2]
- Voroncov villa (Cадиба Воронцова) Voroncovszkij köz 2., 1826-34, klasszicista
- Deribaszivszka utca (Вулиця Дерибасівська)
- A kikötő területe
- Arkadia (Аркадія) üdülőövezete
- A strandok

## Egyéb látnivalók
- Műemlék raktárházak (Cклади), Polszkij uzviz, 2., 1810
- Primorszkij körút épületegyüttese (Aнсамбль Приморського бульвару), 19. század
- Gagarin-palota (Палац Гагаріна), Lanzseronivszka u. 2., 1842-1850
- Lüders-ház (будинок Лідерса), Lanzseronivszka u. 3., 1820-1830
- Angol klub (Англійський клуб), Lanzseronivszka u. 6., 1841
- Tiszti kaszinó (Oфіцерське зібрання), Havanna u. 4., 1876
- Vasútállomás épülete (Bокзал), Privokzalna tér 2., 1952
- Villa (Cадиба), Francia körút 85.
- Kamo kúria (Ocобняк Камо), Тiraszpolszka u. 4., 1834
- Hotel Peterburzszkij (Готель "Петербурзький"), Primorszkij körút 8., 1830
- Sidlovszkovo palota (Палац Р.Шидловського) Primorszkij körút 9., 1830
- Puskin-emlékmű (Пам'ятник О.Пушкіну), Primorszkij körút, 1888
- A sahok palotája (шахський палац), Gogolja u. 2., 1852 neogótikus
- Falz-Fein-ház (будинок Фальц-Фейна), Gogolja u. 7., 1899
- Mihail Voroncov-emlékmű (Пам'ятник М. Воронцову), Szoborna tér, 1863.
- Megváltó színeváltozása-székesegyház (Спасо-Преображенський собор), Szoborna tér, 2005
- Régi tőzsde (Стара біржа) Dumszka tér 1., 1829-37
- Boffo ház  (будинок Боффо), Csajkovszkovo köz, 1844

- Műemlék kórház (Лікарня), Pasztera u. 5-7., 1804-1820
- Városi közkönyvtár (міська публічна бібліотека), Pasztera u. 13., 1904-1906
- Ukrán Zene és Dráma Színház (український музикально-драматичний театр ім.В.Василько) Pasztera u. 15., 1903

- Tudósok háza épületegyüttes (Комплекс будинку вчених), Szabanejev híd 4., 1896-1897. klasszicista
- Sobański-laktanya (Сабанські казарми), Kanatna u. 23., 1827
- Az egykori karanténépület  árkádsora egy bástyával (аркада карантину з баштою), Sevcsenko park, 1799, 1803-1807
- Abaza admirális palotája (1890-től a szovjet időkig fiúgimnázium), (Палац адмірала Абази (чоловіча гімназія))Puskinszka u. 9., 1856-1858
- Az új tőzsde  épülete (Нова біржа), Puskinszka u. 17., 1894-1899
- Vucsina-ház (будинок Вучині) Puskinszka u. 19., 1847-1849
- A volt Fegyvertár épülete (зброярня), 1952
- Szergijevszke tüzérségi tengerészkadét iskola (Сергіївське артилерійське училище кадетський корпус), 1913
- Műemlék lakások (лоский будинок) Voroncovszkij pereulok 4.
- Passzázs, Deribaszivszka u. 33., 1899
- Gagarin herceg kúriája (Mаєток князя Гагаріна) Francia körút 40.
- Városi kert (Mіський сад) Deribaszivszka u., 19. század eleje
- Tarasz Sevcsenko park (Парк ім.Т.Шевченка), 1875[3]
- Nemo Delfinárium (дельфінарій "Немо"), 2005

### Múzeumok
- Földalatti Odessza Titkai Múzeum (→ katakombák)
- Érdekes Tudományok Múzeuma, Sevcsenko 4/e.
- Susztov konyakmúzeum [4]
- Potocki-palota(wd), ma: Odesszai Művészeti Múzeum (Палац Потоцького), Sofijivszka u., 1810, 1828
- Régészeti Múzeum  (будинок археологічного музею), Lanzseronivszka u. 4., 1882-3
- Zsidó Múzeum [5]
- Őslénytani Múzeum [6]

### Vallási épületek
Keresztény templomok
- A Kronstadti Szent János-(Szent Miklós-)székesegyház, (Cобор св.прав.Іоанна Кронштадтського (Миколи Чудотворця)), Ugyilnij köz 1, 1902
- Istenanya elszenderedése-székesegyház (Успенський кафедральний собор), Preobrazsenszkaja u. 70., 1855-1860
- Szent Pál evangélikus templom (Лютеранська кірха Св.Павла), Novoszelszkovo u. 68., 1897
- Szent Péter-templom (Костел Апостола Петра), Havanna u. 5., 1913 neoromán[7]
- Istenanya elszenderedése-templom (костел Успіння Богородиці), Katerininszka u. 33., 1847-1853. neogót, neoromán
- Görög Szentháromság-templom (грецька церква Св.Трійці), Katerininszka u. 55., 1804-1808, 1908. klasszicista[8]
- Krisztus születése-templom (церква Різдва Христового), Pasztera u. 5., 1804
- Református templom (реформаторська церква), Pasztera u.,62. 1900[9]
- Istenanya-ikon-templom (церква ікони Божої Матері "Усіх скорботних радість"), Bazarna u. 2., 1850
- A Rosztovi Szent Demeter-templom (церква св.Димитрія Ростовського), Vodoprovidna u. 2., 1885-1888
- Mária Magdolna-templom (церква св.Марії Магдалини), Cservoni Zoriu 4-6., 1856, bizánci
- Illés-templom (Іллінська церква), Puskinszka u. 79., 1896
- Adrian- és Natalia-templom (церква Адріана та Наталії), Francia körút 46. 1897-99
- Szent Miklós-templom (Микільська церква), Odarija u. 11., 1896-1897
- Istenanya születése-templom (церква Різдва Пр.Богородиці), 1854
- Gergely-teológus-temploma (церква Григорія Богослова та мчц.Зої), Sztaroportofrankivszka u. 18., 1894-1896
- Alexander Nevszkovo-temploma (церква Олександра Невського), Pyrohivska u. 2. 1897
- Angyali üdvözlet templom (Благовіщенська домова церква), Mecsnikova u. 132., 1841, 1900
- Kazanyi Miasszonyunk templom (церква Казанської ікони Божої Матері), Csornomorszkovo u.,14. 1846, 1895
- Szent Gergely-(örmény apostoli) templom (Вірменська апостольська церква Св. Григорія) Gagarinszkie plato u. 5/5. 1952
- Evangélikus templom (Церква Євангельських Християн-Баптистів), Katamisevszka u. 8. Tel.: 380 (482) 35-67-16[10]

Kolostorok
- Istenanya elszenderedése-kolostor. (Успенський монастир) Majacsnij köz 6., 1824
- Mihály arkangyal-kolostor (Архангело-Михайлівський монастир), Uszpenszka u. 4-6., 1841-1844
- Pantelejmon monostor (Пантелеймонівський монастир), Pantelejmon u. 66., 1876

Zsinagógák
- Brodszka zsinagóga (Бродська синагога), Puskinszka u. 20-18, 1863
- Bejt Habad zsinagóga (Cинагога Бейт Хабад) Oszipova u. 21., 19. század második fele[11]
- Zsinagóga (Xоральна синагога), Evrejszka u. 25., 1850

Mecsetek
- Arab Kultúrközpont (mecset) Aрабський культурний центр (мечеть)) Riseljevszka u. 49., 2001, mór stílus

## Galéria

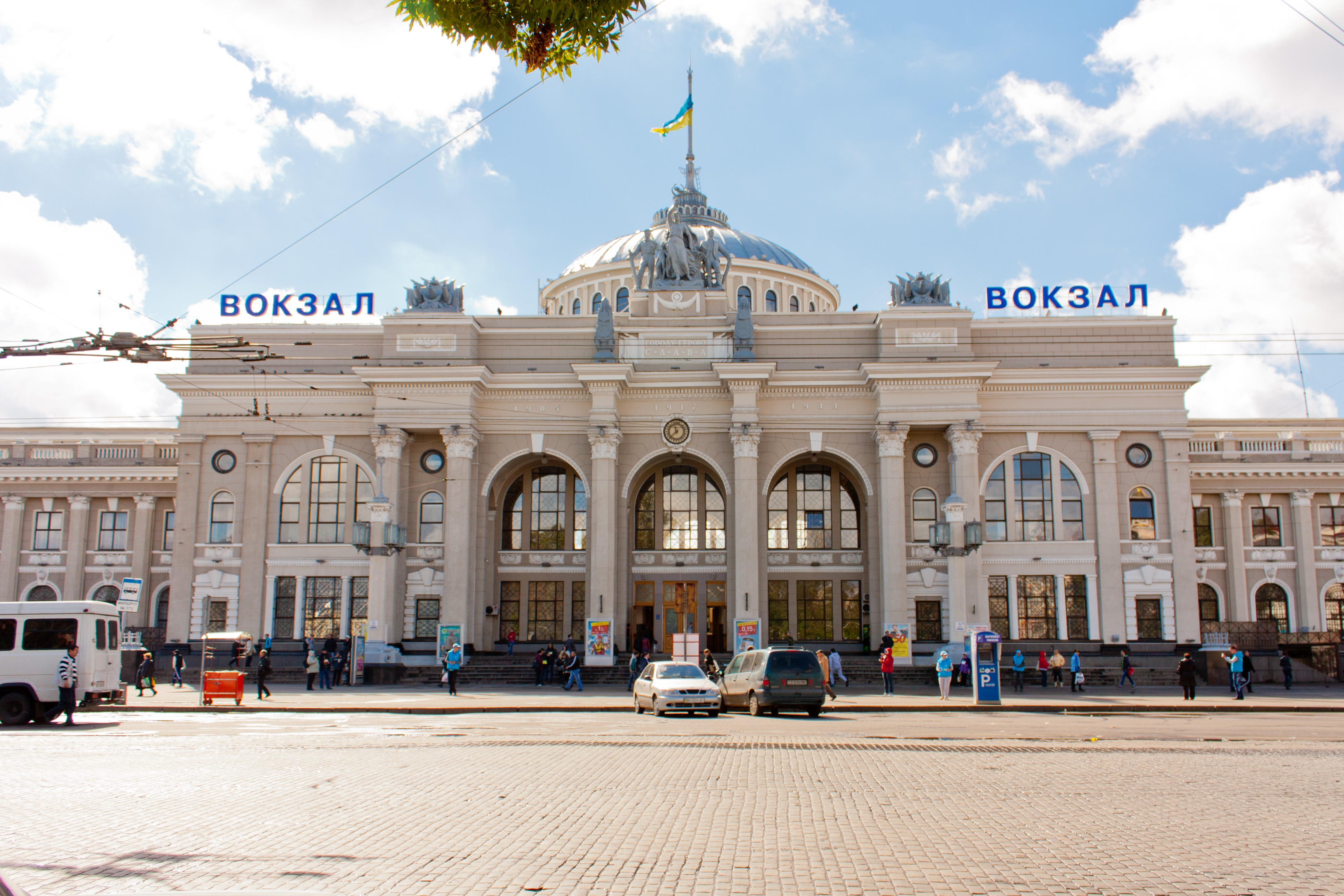
A vasútállomás
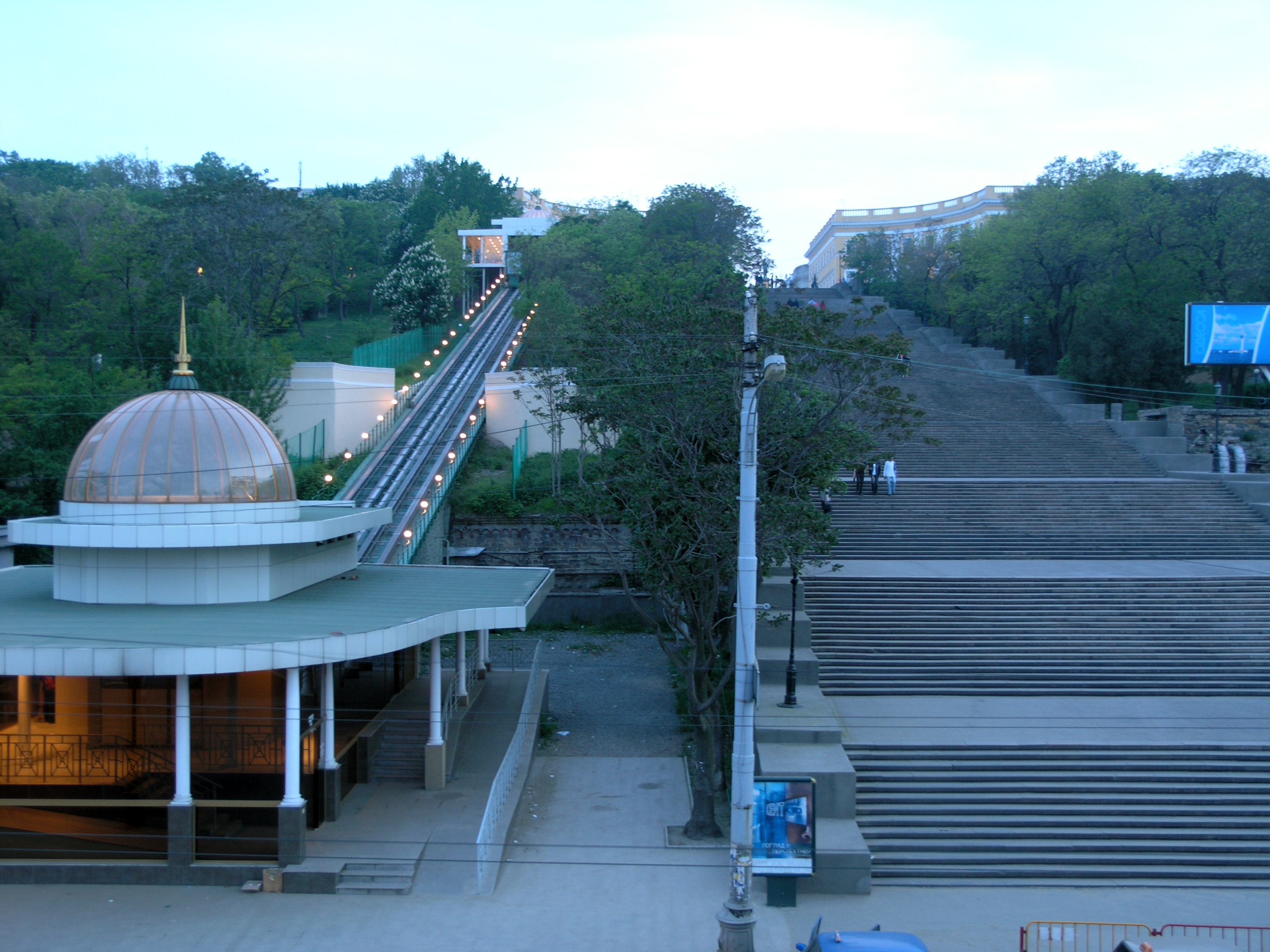
A Patyomkin-lépcső és a sikló
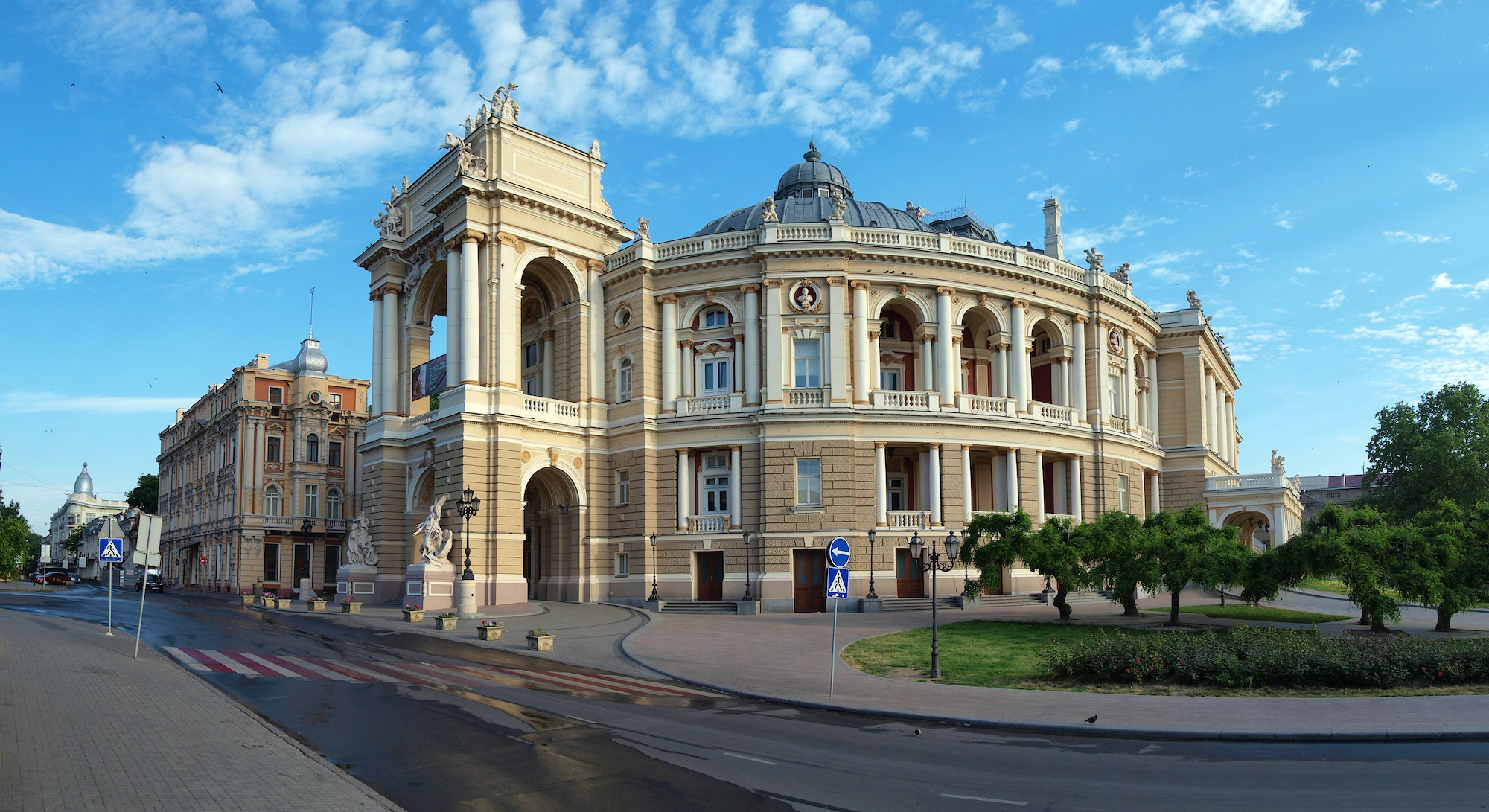
Az operaház
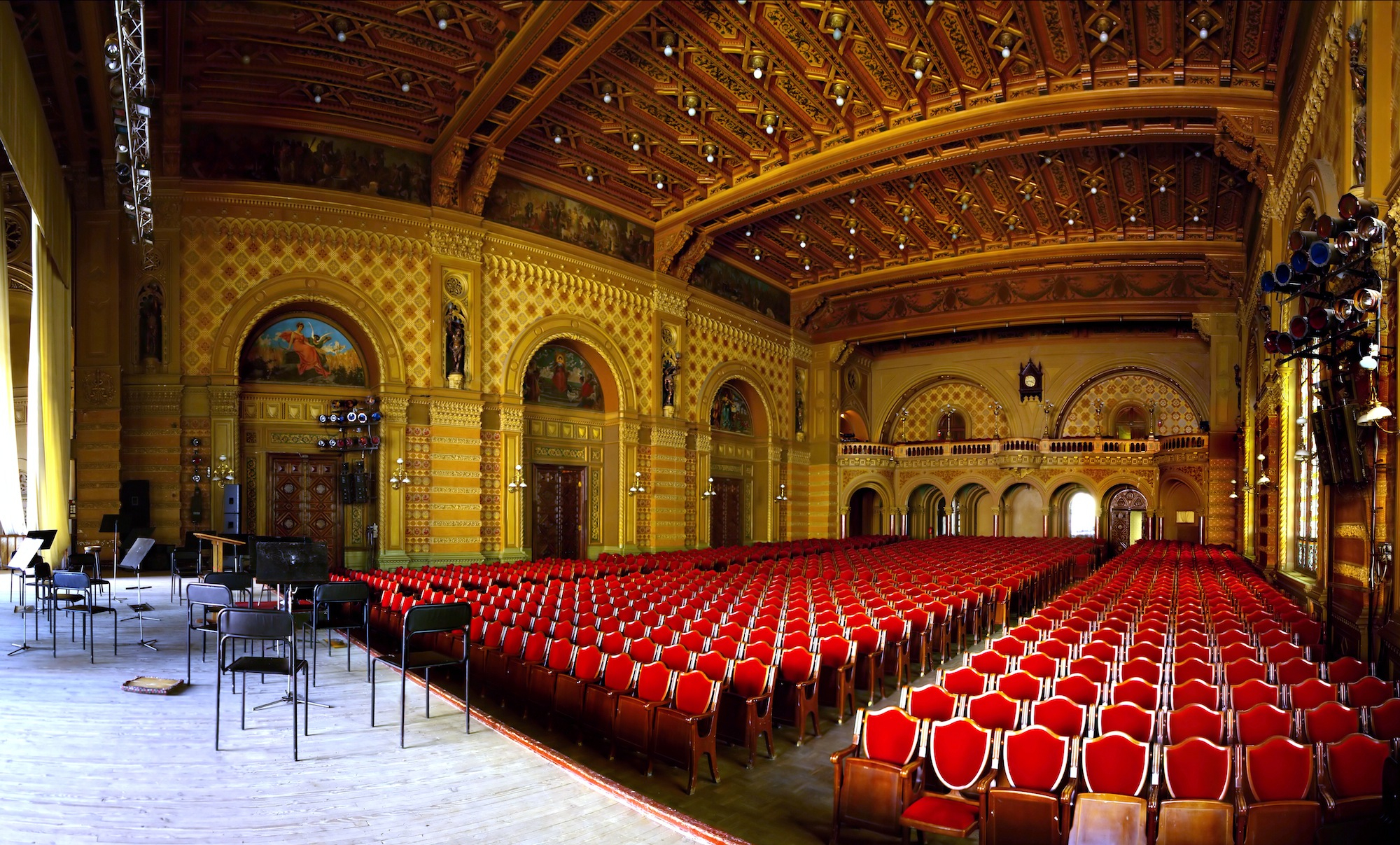
A Filharmónia belseje
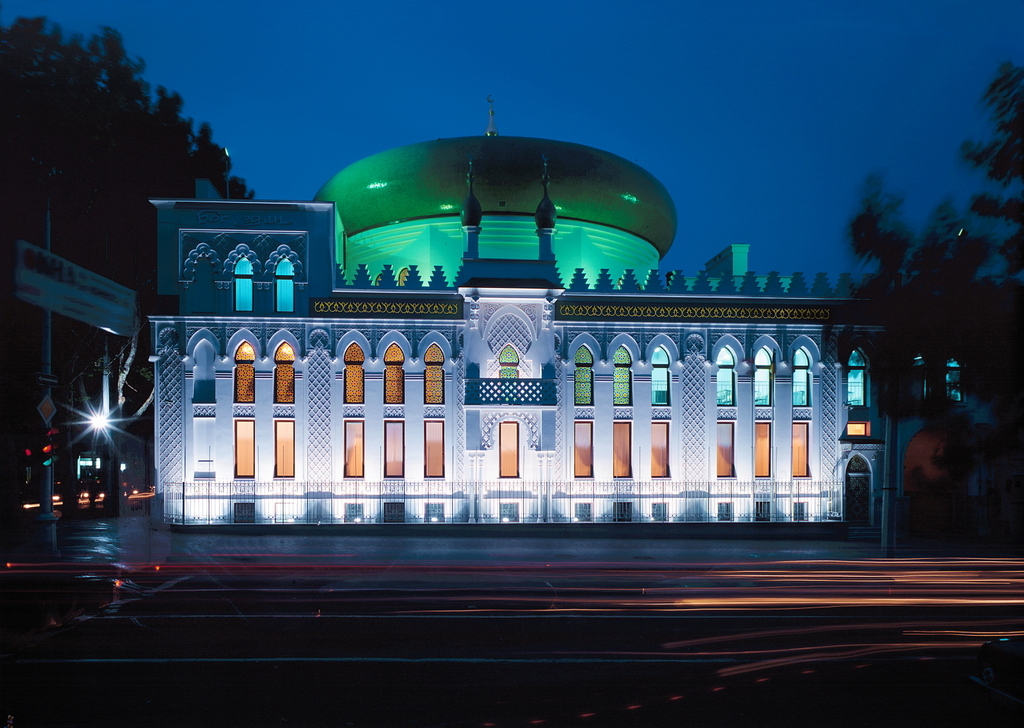
Az Arab Kulturális Központ
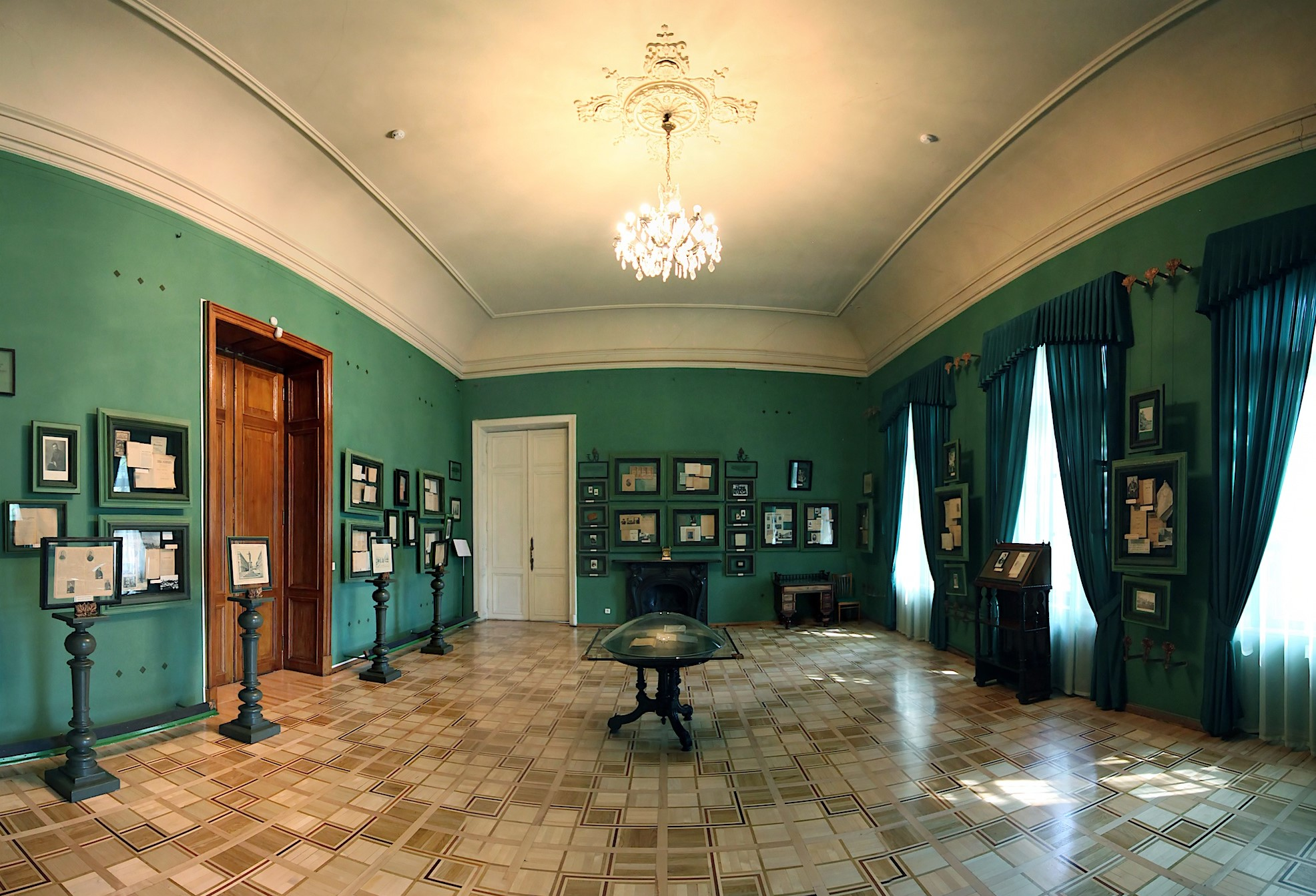
Az Állami Irodalmi Múzeum egyik terme
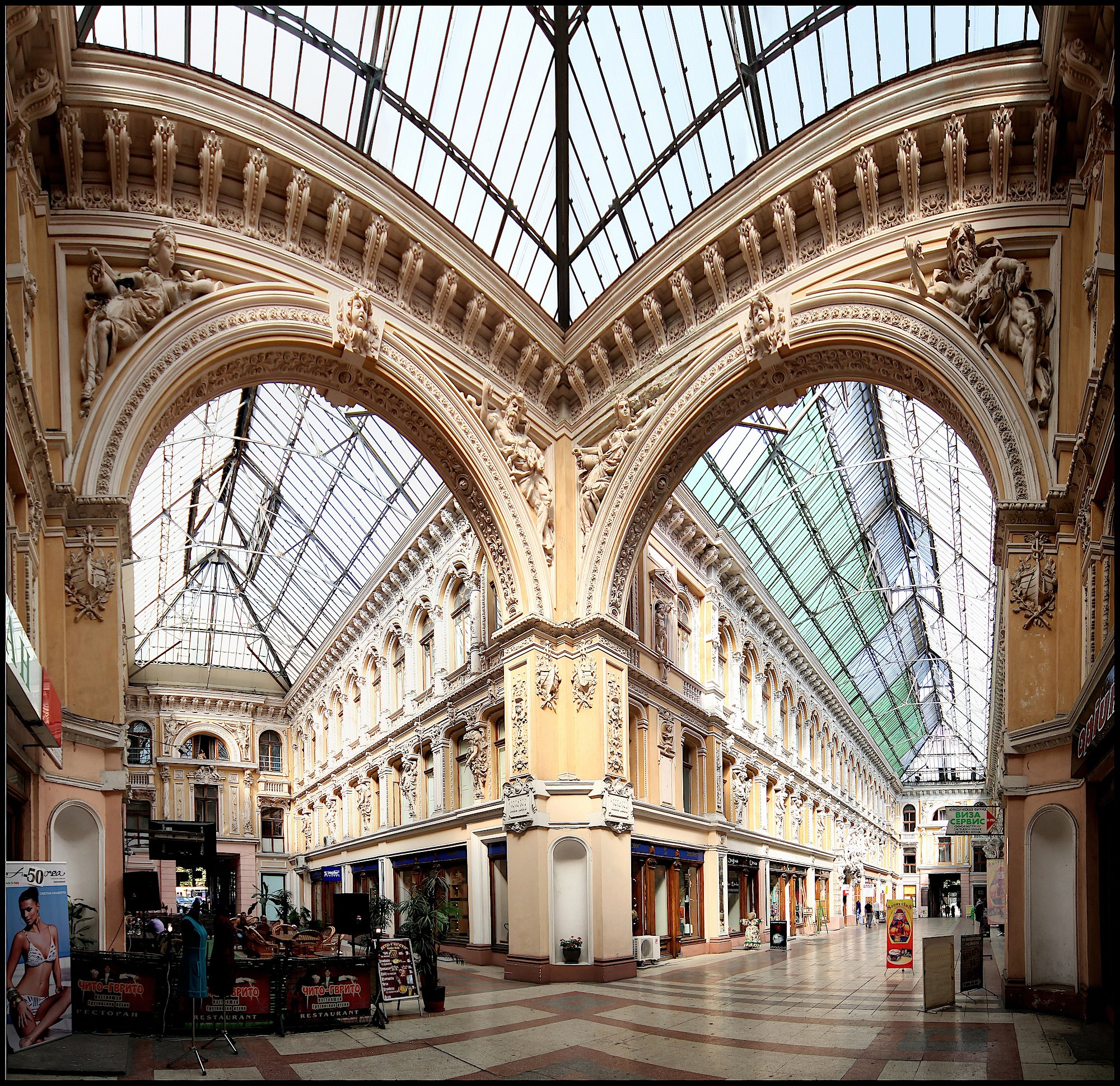
A Passage (Пасаж Менделевичів)
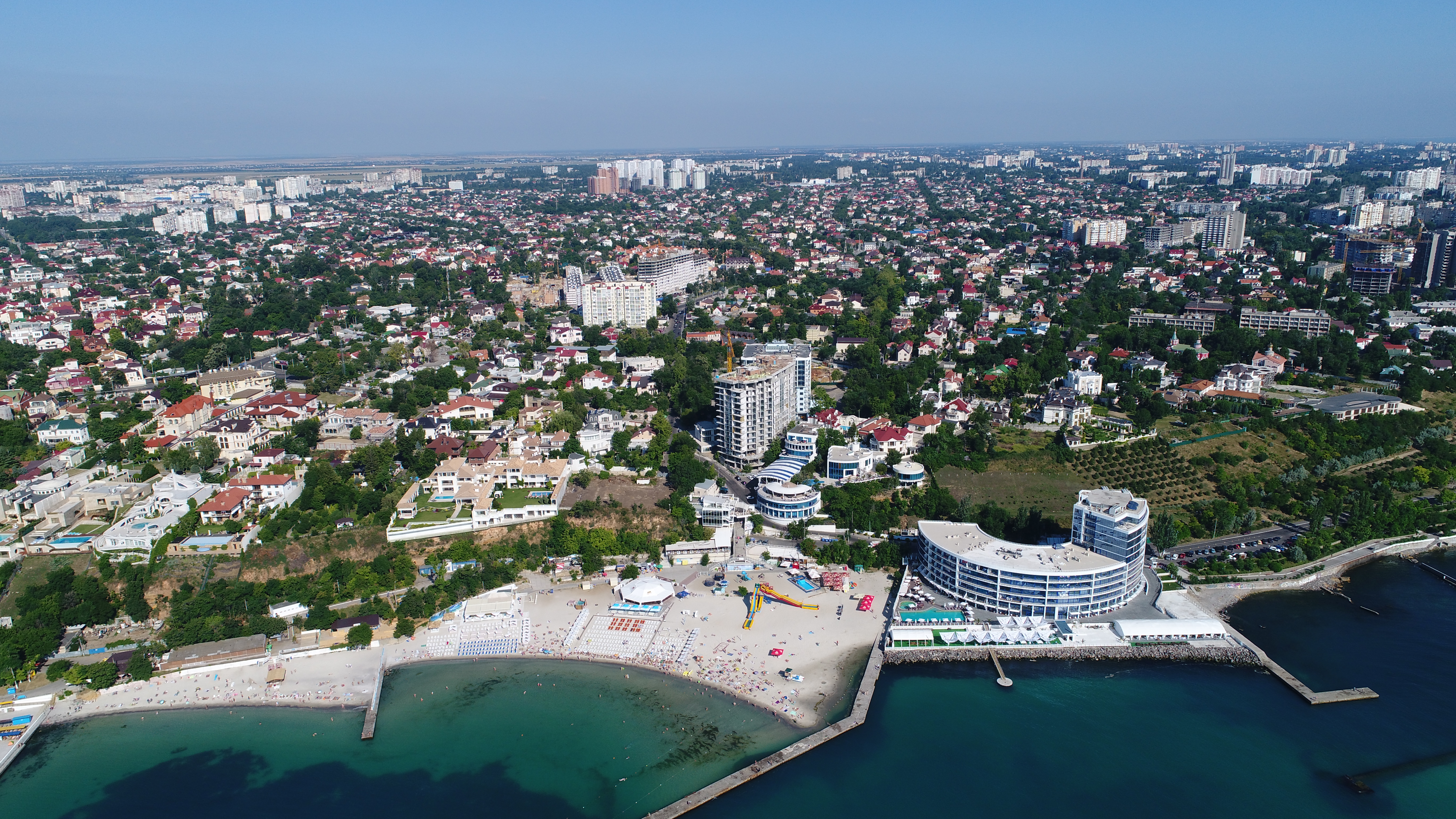
A Csajka nevű tengerpart